# 愛がお仕事
「愛がお仕事」（あいがおしごと）は、NHKの音楽番組『みんなのうた』で、2022年8月・9月に放送された楽曲。作詞：川村結花・渡辺美里、作曲：川村結花、編曲：奥野真哉、歌：渡辺美里。